# Mistrzostwa Polski w Biathlonie 1979
13. Mistrzostwa Polski w biathlonie odbyły się w dniach 19-21 marca 1979 w Jakuszycach (po raz pierwszy poza Zakopanem). Rozegrano trzy konkurencje, bieg indywidualny mężczyzn na dystansie 20 kilometrów, bieg sprinterski na dystansie 10 kilometrów i sztafetę 4 x 7,5 km.

## Terminarz i medaliści
| Data | Konkurencja                | Złoto                                                                               | Srebro                                                                                            | Brąz                                                                |
| 1979 | Bieg indywidualny mężczyzn | Władysław Grysztar Górnik Iwonicz Zdrój                                             | Ludwik Zięba Górnik Wałbrzych                                                                     | Stanisław Trebunia WKS Legia Zakopane                               |
| 1979 | Bieg sprinterski mężczyzn  | Andrzej Rapacz WKS Legia Zakopane                                                   | Jerzy Szyda Górnik Wałbrzych                                                                      | Adam Rysula WKS Legia Zakopane                                      |
| 1979 | Bieg sztafetowy mężczyzn   | WKS Legia Zakopane I Adam Rysula Stanisław Trebunia Leopold Latawiec Andrzej Rapacz | WKS Legia Zakopane II Wojciech Murańka Krzysztof Ptaszkowski Ryszard Ponikwia Eugeniusz Kołodziej | MKS Duszniki E. Hołyst B. Witek Bogdan Żabiński Mieczysław Bodziana |